# Stridsfordonsplutonbefäl
Stridsfordonsplutonbefäl (GC700) är inom Försvarsmakten en befattning inom armén. Befattningen innebär att i krig vara befäl över en enhet utrustad med något av arméns stridsfordon. Stridsfordonet kan vara stridsvagn, pansarbandvagn eller stridsfordon 90. Enheten som befälet utbildas för att leda omfattar tre till tio personer och en stridsvagn, alternativt tre till fyra pansarskyttefordon.